# Schöppenstedt
Schöppenstedt település Németországban, azon belül Alsó-Szászország tartományban. Lakosainak száma 5639 fő (2023. december 31.).

## Népesség
A település népességének változása:
| Lakosok száma | 5606 | 5561 | 5559 | 5474 | 5577 | 5653 | 5639 |
|               | 2015 | 2016 | 2017 | 2019 | 2021 | 2022 | 2023 |